# ساندر بارن
ساندر بارن (بالإستونية: Sander Pärn)‏ مواليد 19 فبراير 1992، هو سائق راليات إستوني. بدأ مسيرته في سنة 2009. كان أول رالي له هو رالي ويلز 2009. شارك في بطولة العالم للراليات.

## روابط خارجية
- ساندر بارن على موقع eWRC-results.com (الإنجليزية)